# Lee Quo-wei
Sir Quo-wei Lee (en chino, 利國偉; 5 de agosto de 1918-Hong Kong, 10 de agosto de 2013), con raíces familiares en Kaiping, Guangdong, fue un prominente empresario hongkonés que fue jefe del Banco Hang Seng y la Universidad China de Hong Kong. Honrado con el Honorary Fellow of the Hong Kong Securities and Investment Institute (HKSI) en 2006, fue uno de los cuatro cofundadores de la Ho Leung Ho Lee Foundation, que promueve el desarrollo de la ciencia y la tecnología en China.
Condecorado como Comandante de la Orden del Imperio Británico en 1977, consiguió el Knight Bachelor en 1988. Ese mismo año fue nombrado jefe de la Bolsa de Hong Kong. Fue galardonado con la Medalla de Grand Bauhinia en 1997. Murió el 10 de agosto de 2013 en el Prince of Wales Hospital de Hong Kong.